# Rezoluția 477 a Consiliului de Securitate al ONU
Rezoluția 477 a Consiliului de Securitate al Organizației Națiunilor Unite, adoptată în unanimitate la 30 iulie 1980, după examinarea cererii de aderare a Republicii Zimbabwe și cercetarea raportului întocmit de Comitetul pentru admiterea de noi membri, a recomandat Adunării Generale admiterea Zimbabwelui ca stat membru al Organizației Națiunilor Unite.
La invitația Consiliului de Securitate, reprezentanții Algeriei, Australiei, Egiptului, Germaniei de Vest, Japoniei, Pakistanului, României și Sierrei Leone au participat, fără drept de vot, la discutarea raportului Comitetului de Admitere de Noi Membri.

## Efect
Adunarea Generală a admis Zimbabwele ca stat membru al Organizației Națiunilor Unite la 25 august 1980. Decizia Adunării Generale a fost adoptată prin aclamație la recomandarea Consiliului de Securitate, fără votarea rezoluției înaintate de peste 60 de țări, inclusiv Marea Britanie, iar Republica Zimbabwe a devenit oficial al 153-lea stat membru al ONU. Prim-ministrul Robert Mugabe a fost prezent la această întrunire pentru a accepta calitatea de membru în numele guvernului din Zimbabwe.